# 構 (建築)
構（かまえ）とは、中世・近世日本の城郭において、敵の侵入を防止するために区切られた区画のこと。曲輪と同じ意味で用いられることがある。

## 概要
城内が外部から見える構造となっている透構や反対に城内が外部から見えない構造となっている黒構などが代表的なものである。
戦国時代に入ると、城本体のみでなく城下町ごと土塁や堀で囲ってしまう総構が登場するようになる。北条氏の小田原城や徳川氏の江戸城などは総構の内側に都市が計画された。豊臣秀吉が京都に築いた御土居も総構の一種とする見方がある。
江戸時代に入り社会が安定すると、城と城下町が分離されて構の外側に城下町が形成されることが多くなり、江戸城などでも既存の総構の外側に城下町が広がっていくようになった。